# Ernst Curfeß
Ernst Curfeß (geboren 11. Juli 1849 in Aalen; gestorben 6. Mai 1896 in Stuttgart; alternative Schreibweise Ernst Curfess) war ein deutscher Bildhauer und gehörte Ende des 19. Jahrhunderts zu den bedeutendsten Vertretern seiner Kunstgattung in Süddeutschland.

## Leben
Ernst Curfeß wurde in der ehemaligen württembergischen Oberamtsstadt Aalen am 11. Juli 1849 in seinem Elternhaus am Marktplatz 26 geboren. Als Sohn eines Buchbinders hatte er Zugang zur höheren Bildung und besuchte die Realschule seiner Heimatstadt. Im Anschluss daran genoss er eine weitere Ausbildung in den Königlichen Hüttenwerken in Wasseralfingen (heute SHW), wo er im werkseigenen Zeichen- und Malsaal mit seiner künstlerischen Begabung auffiel. 1871 fand er in der Eisen- & Gelbgießerei Kuhn in Berg bei Stuttgart eine erste Anstellung. Von hier aus besuchte er als Hospitant die Stuttgarter Kunstschule, aus der die Staatliche Akademie der Bildenden Künste Stuttgart hervorging. Schon bald siedelte er nach Berlin über, wo er an der Siegessäule mitarbeitete. Schließlich ging er 1874 nach Rom, um seine Studien fortzusetzen.
Nachdem er 1877 durch eine fast lebensgroße Bronzefigur (Knabe, aus einer Amphora naschend) die Beachtung der Stuttgarter Kunstkreise und besonders des Königs gefunden hatte, kehrte er dauerhaft in die Heimat zurück. In den folgenden Jahren stieg er, nicht zuletzt dank der Gönnerschaft des württembergischen Hofes, zu einigem Ansehen innerhalb der Grenzen Schwabens auf.
Curfeß, der unverheiratet blieb, galt in den Salons der oberen Gesellschaft Stuttgarts als heiterer Lebemann. Dies trug vermutlich auch zu dem zwiespältigen Urteil bei, das ihm seine Zeitgenossen ausstellten.
Als Curfeß am Abend des 4. Mai 1896 während eines kleinen Ausflugs zwischen den heutigen Stuttgarter Stadtteilen Untertürkheim und Wangen, wie es heißt, vom Schlagfluss getroffen wurde, also einen Schlaganfall erlitt, brachte man den Kranken in das Stuttgarter Ludwigsspital. Dort starb er jedoch nach zwei Tagen und wurde auf dem St. Johann Friedhof in seinem Geburtsort Aalen beigesetzt.

## Rezeption
„Es fehle ihm nicht an natürlichem Talent, aber an gründlicher Ausbildung“ ist in einem Nachruf zu lesen und dass er „seine Kunst … immer etwas kavaliermäßig“ betrieben habe. Diese Kritik wurde vielleicht nicht ganz ohne Hintergedanken und im Geiste des schwäbischen Pietismus geäußert, denn sie zielt mehr auf den Lebenswandel des Künstlers, als auf eine möglichst objektive Einordnung seiner Qualität als Bildhauer.
Auch dass ihm „das Monumentale“ nicht zugesagt habe, wird ihm vorgeworfen und am Beispiel des Dannecker-Denkmals begründet: dieses „verunstalte … infolge der geschmacklosen Komposition [den] prächtige[n] Stuttgarter Schlossplatz eher … als [es ihn] ziere“.
An anderer Stelle wird aber auch seine Begabung auf dem Gebiet der Genreplastik hervorgehoben. Diese Form beschäftigt sich mit der unmittelbaren Wiedergabe des realen Lebens, ist eher kleinformatig und entspricht inhaltlich dem Sittengemälde in der Malerei. Für diesen Bereich habe er „manches köstliche, mit naiven Reizen geschmückte Stück geschaffen“.
In der Wahl seiner Motive entspricht er dem Zeitgeschmack und kann dem Historismus zugeordnet werden. In einer Rezension zur Internationale Gemäldeausstellung in Stuttgart von 1891 wird die Anmut seiner Skulptur „Windsbraut“ geradezu überschwänglich gelobt und mit Engel- und Heiligenstatuen des Petersdoms verglichen.
Curfeß geriet nach seinem Tod schnell in Vergessenheit. Welche Gründe es dafür gibt, muss Spekulation bleiben. Nicht unproblematisch war bestimmt die Förderung, die er durch König Karl erhielt. Neben der Missgunst, die man aus dem genannten Nachruf herauslesen kann, liegt vielleicht in der Besonderheit seines Nachnamens eine Möglichkeit zu einer Erklärung. Es kann festgestellt werden, dass der Name gerade zum Falschschreiben einlädt. Eine erste Undeutlichkeit in Bezug auf dessen Überlieferung lässt sich in der Deutschen Digitalen Bibliothek finden. Dort ist die Rechnung des Buchbinders G. Curfest aus Aalen an das Rentamt Leinroden erhalten, die wahrscheinlich auf den Vater verweist.
Im Weiteren sind es verschiedene Moden um die Wende vom 19. zum 20. Jahrhundert, die unterschiedlichsten Schreibweisen denkbar machen: ss, „ſs“ bzw. „ſʒ“‑Ligatur oder ß am Ende, C oder K am Anfang. Viele Autoren schrieben so, wie sie es für richtig hielten und nach der Rechtschreibreform von 1901 verschwand die Ligatur aus dem Schriftbild gängiger Publikationen. (Siehe auch: Entwicklung des Schriftzeichens ß)
Anders als bei der Vielzahl seiner Berufskollegen ist die Quellenlage mehr als unbefriedigend. Für seine Zeit in Italien gibt es nahezu keine Belege. Viele seiner Werke scheinen verschollen zu sein, befinden sich in Privatbesitz oder wurden im Krieg zerstört.
Anmerkung

1. ↑  „Kavaliermäßig“ bedeutet nach heutiger Lesart etwa „lässig, spielerisch leicht oder unbekümmert“.
Bis heute sind das nicht unbedingt Ausdrücke für größte Wertschätzung im Schwäbischen.

## Ehrungen
- 1892 Ernennung zum Königlichen Hofbildhauer durch König Karl.

Nach dem Tod Ludwig von Hofers (1887) war die Stelle nicht sofort wieder besetzt worden.
- Wie aus der Hauptquelle hervorgeht, ließen Freunde bald nach dem Tod des Künstlers an dessen Geburtshaus eine Gedenktafel anbringen.

Davon scheint es allerdings heute kein Zeugnis mehr zu geben.
- In Aalen ist seit 1978 eine Straße nach Ernst Curfeß benannt.[5]

## Werkauswahl

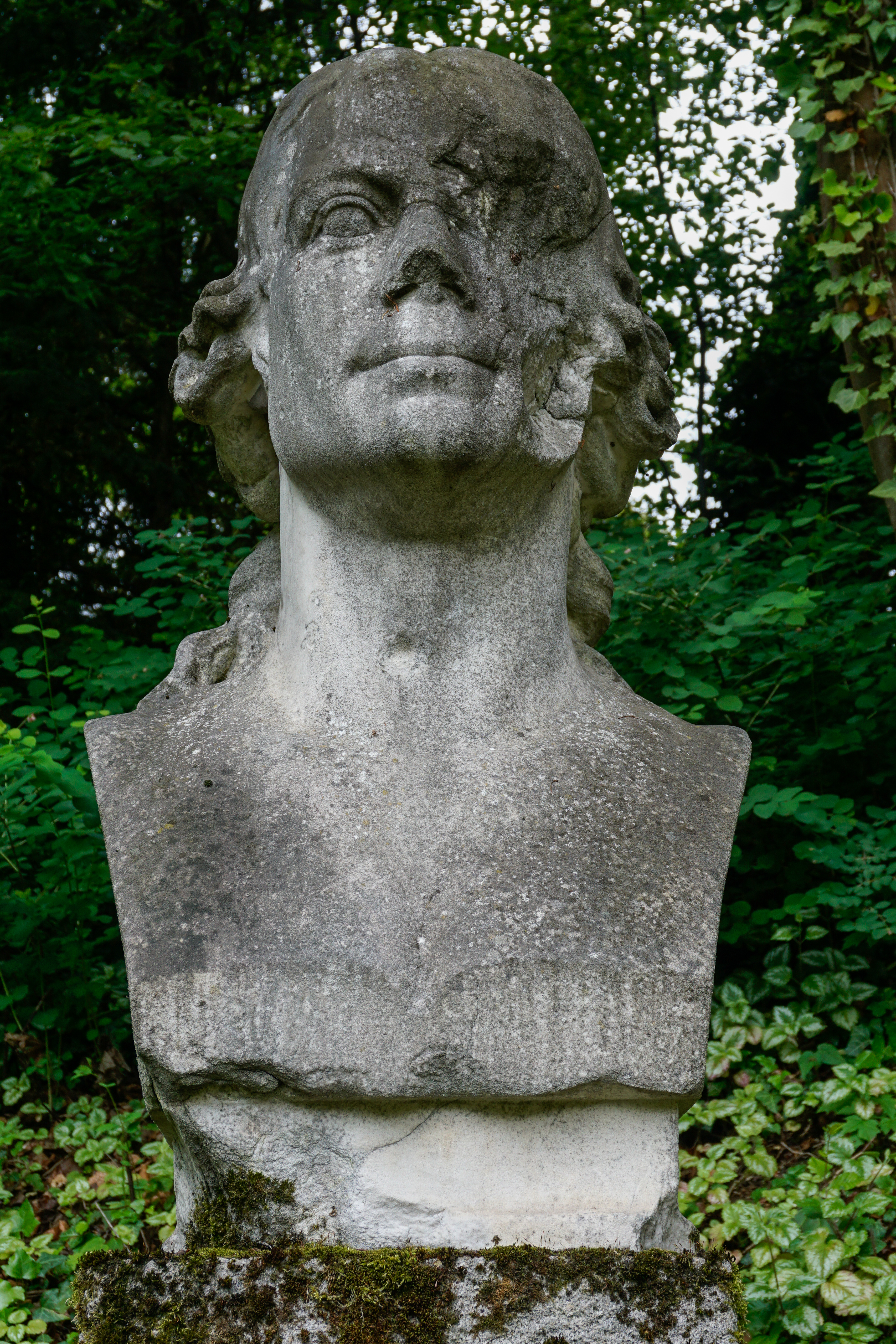
Büste von J. H. Dannecker

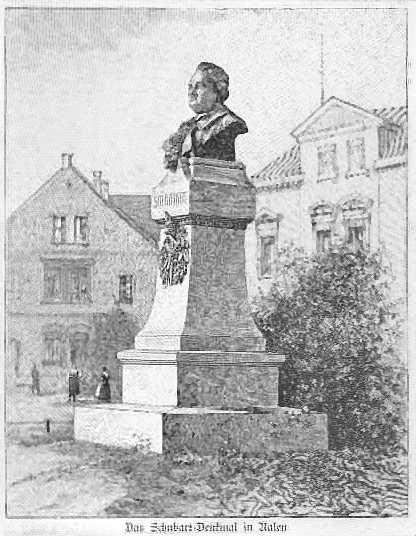
Schubart-Denkmal um 1892

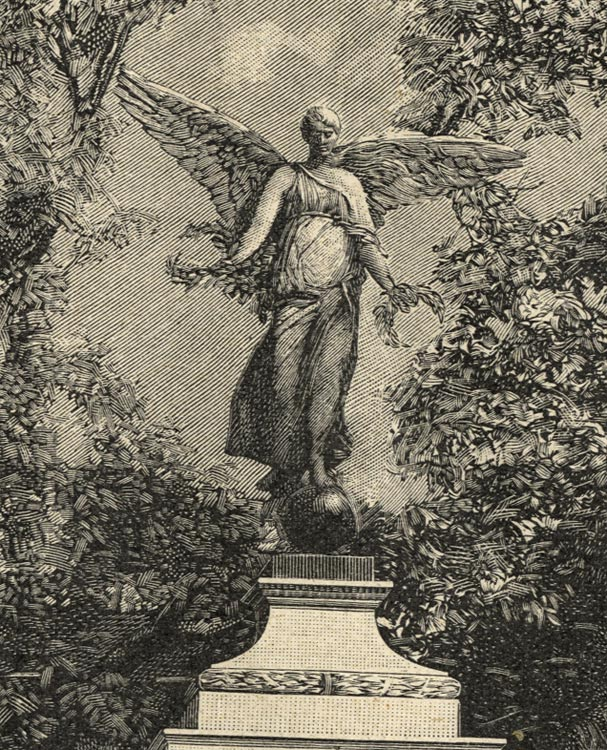
Detail am Karl-Olga-Denkmal: Die Landespatronin Württembergia spendet dem Königspaar Kränze.

- „Ganymed und Faun“, Marmorplastik. Signatur am Sockel "1871 Rom - Ernst Curfeß",  ehemaliger Standort Park der Villa Weissenburg, Stuttgart (ca. 1911- ca.1980)[6], dann Stefansplatz, Wasseralfingen (Externe Bilder), jetzt in Privatbesitz: Ganymed als Mundschenk der Götter.
- Frauenakt, Marmorplastik, um 1880 (Externes Bild) aus der Plastiksammlung des Thüringer Landesmuseum Heidecksburg
- Büsten König Wilhelm II. und Königin Charlotte, Stuttgart

Für das württembergische Königshaus schuf er zahlreiche Reliefs und Büsten. Zum Beispiel sind noch heute in Stuttgart ein Marmordenkmal König Karls und ein Bronzedenkmal von Königin Olga zu sehen.
- Grabmal Eduard Löflund, Fangelsbach-Friedhof, Stuttgart, 1884
- Grabmal Carl Heinrich Adolph Ulrici, Marmorskulptur, Alter St.-Matthäus-Kirchhof Berlin, um 1884 (Externes Bild): „Trauernde, in Anlehnung an antike Vorbilder“
- Büste Johann Heinrich Danneckers auf dem Schlossplatz, oft als Hauptwerk bezeichnet, Stuttgart, 1888

Bei einem Fliegerangriff im Zweiten Weltkrieg beschädigt, heutiger Standort: Städtisches Lapidarium Stuttgart, Inv.-Nr. 177
- Brunnen für den Schlosspark, Friedrichshafen, 1889 (Guss Hugo Pelargus, heutiger Standort: Schloss Altshausen)
- Schubart-Denkmal, Aalen, 1891

Die Bronzebüste zum 100. Todestag des Dichters fertigte Curfeß unentgeltlich in seiner Vaterstadt an. Das Publikum lobte „die extrem realistischen Abbildung Schubarts, welche die markante Darstellung seines »sinnlichen und rücksichtslosen Wesens« als besonders gelungen“ ansieht.
- Figuren und Reliefs am Karl-Olga-Denkmal für König Karl und Königin Olga von Württemberg, Marmor und Bronze, Stuttgart, 1895, zusammen mit Heinrich Halmhuber (Architekt) und Paul Stotz (Guss). Das Denkmal war eines der bedeutendsten in den Oberen Anlagen des Botanischen Gartens und wurde im Zweiten Weltkrieg bei Luftangriffen zerstört.
- Architektur und Ingenieurkunst, Attikastandbilder, Landesgewerbemuseum Stuttgart. Die Skulptur der Architektur ist bezeichnet 1894. Die Standbilder wurden um 1965 zusammen mit den zehn anderen abgenommen und seitdem an wechselnden Stellen gelagert, zurzeit in einem Natursteinwerk in Eppingen.[8]

Neben den genannten Großskulpturen, die lediglich eine Auswahl darstellen, stammen viele zeittypische Genreplastiken aus seinen Händen. Viele davon waren unter anderem auf der Berliner Akademieausstellung von 1876, 1878 und 1884 zu sehen.

## Kollegen
(eine Liste weiterer zeitgenössischer Bildhauer aus Süddeutschland)
| Theodor Bausch (1849–1925)     | Emil Kiemlen (1869–1956)  | Valentin Oeckler (1854–1940) |
| Josef Eberle (1839–1903)       | Rudolf Maison (1854–1904) | Wilhelm Rösch (1850–1893)    |
| Wilhelm Hornberger (1819–1882) | Paul Müller (1843–1906)   | Georg Rheineck (1848–1916)   |